# 路易斯·埃布尔
路易斯·埃布尔（英語：Louis Abell，1884年7月21日—1962年10月25日），美国男子赛艇运动员。他曾代表美国参加1900年和1904年夏季奥林匹克运动会赛艇比赛，获得二枚金牌，均来自男子八人单桨有舵手。